# Laguna Sin Puerto
La Laguna Sin Puerto es un cuerpo de agua superficial ubicado a poca distancia al oeste de la laguna del Maule, en la Región del Maule.

## Hidrología
El mapa del Instituto Geográfico Militar la muestra sin afluentes ni emisario.

## Historia
Luis Risopatrón lo describe en su Diccionario Jeográfico de Chile (1924):: 846 
Sin Puerto (Laguna). Es pequeña i se encuentra en una altura, a corta distancia hácia el W de la laguna del Maule.